# Marko Brez
Marko Brez (10. travnja 1986.), hrvatski gimnastičar i hrvatski državni reprezentativac. 

## Sudjelovanja na velikim natjecanjima
- europska prvenstva

- svjetska prvenstva

Sudionik svjetskog prvenstva koje se je održalo od 16. do 24. kolovoza 2003. godine u Anaheimu, SAD.
Sudionik svjetskog prvenstva koje se je održalo od 22. do 27. studenoga 2005. godine u Melbourneu.
Sudionik svjetskog prvenstva koje se je održalo od 13. do 18. listopada 2009. godine u Londonu.